# Wangyel Dorji
Wangyel Dorji (Thimphu, 9 gennaio 1974) è un ex calciatore bhutanese, di ruolo attaccante.

## Carriera

### Club
Nel 2000 gioca al Mohammedan. È stato uno dei primi calciatori bhutanesi a giocare in un club straniero (il Mohammedan è un club bengalese). Nel 2001 passa al Samtse. Nel 2003 si trasferisce al Ranjung United. Nel 2005 gioca al Drukpol. Nel 2006 viene acquistato dal Transport United. Nel 2008 gioca per il Drukpol, in cui aveva già militato nel 2005.

### Nazionale
Ha debuttato in nazionale nel 2002. Il 30 giugno 2002 è stato l'autore di 3 gol nella partita contro il Montserrat. Bhutan (all'epoca penultimo del ranking FIFA) e Montserrat (ultimo) diedero vita ad una sfida, al centro del documentario The Other Final, per stabilire la squadra nazionale più debole del pianeta. La gara in questione fu organizzata dal cineasta olandese Johan Kramer e arbitrata dall'inglese Stephen Bennett. In quell'occasione Dorji fu capitano del Bhutan. Ha collezionato in totale, con la maglia della nazionale, 20 presenze e 5 reti.